# Actitis
Az Actitis a madarak osztályának lilealakúak (Charadriiformes) rendjébe és a szalonkafélék (Scolopacidae) családjába tartozó nem.

## Rendszerezésük
A nemet Johann Karl Wilhelm Illiger német zoológus írta le 1811-ben, az alábbi 2 faj tartozik ide:
- billegetőcankó (Actitis hypoleucos)
- pettyes billegetőcankó (Actitis macularius)